# David Talley
David Prescott Talley (ur. 11 września 1950 w Columbus, Georgia) – amerykański duchowny katolicki, biskup Memphis od 2019.

## Życiorys
Wychowany był jako baptysta. Ukończył Auburn University Graduate School i został pracownikiem socjalnym. Po dokonaniu konwersji postanowił wstąpić do seminarium duchownego. Święcenia kapłańskie otrzymał w dniu 3 czerwca 1989 z rąk abpa Eugene'a Marino (1934-2000) i inkardynowany został do archidiecezji Atlanta. W roku 1997 uzyskał doktorat z prawa kanonicznego na Uniwersytecie Gregoriańskim w Rzymie. Od roku 2000 nosi tytuł prałata honorowego Jego Świątobliwości.
3 stycznia 2013 papież Benedykt XVI mianował go biskupem pomocniczym Atlanty ze stolicą tytularną Lambesi. Sakry udzielił mu metropolita Wilton Gregory.
21 września 2016 papież Franciszek mianował go koadiutorem Alexandrii. Rządy w diecezji objął 2 lutego 2017, po przejściu na emeryturę poprzednika.
5 marca 2019 został mianowany biskupem ordynariuszem diecezji Memphis.